# Carola Rönneburg
Carola Rönneburg (* 1964) ist eine deutsche Journalistin und Autorin.

## Werdegang
Rönneburgs schrieb als fünfzehnjährige Schülerin mit Mathias Lorenz den satirischen „Popper-Knigge“. Er wurde laut Spiegel Online als „Benimmmanifest schnell zur Pflichtlektüre für Popper“ – die Satire sei wörtlich genommen worden.
1990 zog Rönneburg nach Berlin und lebt seither in Kreuzberg. Als freie Journalistin arbeitete sie u. a. für die taz, die Frankfurter Rundschau, Spiegel Online und den Deutschlandfunk. Im Berliner tip verwaltete sie bis 1996 das Ressort „Stadtleben“. Von 2001 bis 2007 führte sie die Ein-Personen-Redaktion der Zeitschrift Häuptling Eigener Herd; vorher war sie mit Wiglaf Droste, einem der beiden Gründer der Zeitschrift, liiert.

## Rezeptionen
Grazie mille!
Der Cicero fand 2005, man erfahre einiges „über die alltäglichen italienischen Rituale in Deutschland“, wenn „Carola Rönneburg den Wurzeln des deutschen Italo-Fetischismus auf der Spur“ sei. Sie berichte nicht nur über die Geschichte der Eisdiele, sondern auch über die Situation der italienischen Gastarbeiter in den „Wohnbaracken der Wolfsburger VW-Werke“ und den „historischen Wechsel zwischen Abstoßung (Knoblauch) und Anziehung (Marina, Marina)“.
Für Rudolf Walther (Frankfurter Rundschau) erzählt Rönneburgs Buch, „eine Migrationsgeschichte der anderen Art“. Dabei räume die Autorin auch mit Legenden wie dem „dolce far niente“ auf.

## Bücher
- Oben lag der Apennin, unten legte ich mich hin. Edition Nautilus 1998, ISBN 978-3-89401-291-5.
- mit Ralf Sotscheck: Christstollen mit Guinness: eine deutsch-irische Bescherung. Ullstein Berlin 1999, ISBN 978-3-548-35937-3.
- Grazie mille! Wie die Italiener unser Leben verschönert haben. Herder Freiburg im Breisgau 2005, ISBN 978-3-451-05494-5.
- Abenteuer 1927 – Sommerfrische. Egmont VGS Köln 2005, ISBN 978-3-8025-1703-7.
- mit Celal Bingöl: Das Wunder von Kreuzberg: Der Berliner Kiezclub Türkiyemspor. Herder 2009, ISBN 978-3-451-03027-7.